# Jessica Benton
| Jessica Benton                            | Jessica Benton                                             |
| Kattints az alábbi külső linkek egyikére! | Kattints az alábbi külső linkek egyikére!                  |
| ----------------------------------------- | ---------------------------------------------------------- |
| Nem található szabad kép.(?)              |                                                            |
| külső link · jogvédett                    | Lady Elizabeth szerepében az Onedin-sorozatban (1971–1980) |

Susan Jessica Benton (Hampstead, London, Egyesült Királyság, 1948. november 15. –) brit (angol) televíziós és filmszínésznő. Legismertebb szerepe Elizabeth Onedin / Mrs. Frazer / Lady Fogerty alakítása a BBC Az Onedin család c. televíziós sorozatban.

## Élete

### Színésznői pályája
Táncművészetet tanult, elvégezte a klasszikus balettiskolát és a modern dzsessztáncok akadémiáját. Egy televíziós balett-oktatófilmben (First Steps in Ballet) jelent meg először a képernyőn.
1969-től kezdve kapott apróbb-nagyobb televíziós szerepeket. 1970-ben szerepelt népszerű Z Cars című rendőrsorozatban, főszereplője volt a Boldogasszony zsonglőrje (The Juggler of Notre Dame) című romantikus mesefilmben, amely Anatole France hasonló című novellájából készült. 1971-ben Lady Cynthia Cartwrightot alakította az Upstairs, Downstairs c. sorozatban, 1976-ban Eleanor Prentice  szerepét kapta a The Duchess of Duke Street tévésorozat egyik epizódjában.1979-ben Grace Laughtont alakította az Upstairs, Downstairs folytatásában, a Thomas & Sarah sorozatban.
1971–1980 között egyik főszereplője volt Az Onedin család (The Onedin Line) kalandfilmsorozat szinte összes (91) epizódjában. Ő volt Elizabeth Onedin, a Peter Gilmore által játszott James Onedin kapitány húga, és üzleti versenytársa, férjezett nevein Mrs. Frazer, majd Lady Elizabeth Fogarty. A szerep világhírt hozott neki. Közben (1974-ben) férjhez ment, 1975-ben gyermeke. A sorozat befejezésekor (1980) viszont Benton színésznői karrierje is nagyjából véget ért. További filmszerepeket nem vállalt. Egy Ausztriában forgatott dokumentumfilm kosztümös jeleneteiben játszotta Anna brit királynőt, a Stuart-ház utolsó uralkodóját a brit trónon. Néhány klasszikus színpadi szerepet eljátszott az 1976-ban megnyitott Salisbury Playhouse színházban.

### Közéleti tevékenysége
Az 1970-es évektől kezdve aktívan részt vett a nők jogaiért küzdő civil mozgalmakban, és az élő környezet  megőrzéséért folyó politikai kampányokban. 1977-ben az Onedin-filmekből ismert és népszerű színésznő-társaival, Jill Gascoine-nal és Laura Hartonggal együtt adott be hivatalos tiltakozást egy szexuális erőszakért börtönbüntetésre ítélt egykori Coldstream-gárdista idő előtti szabadon bocsátása ellen, 
és tüntetést szervezett a londoni Legfelső Bíróság épülete elé.
 
Később úgy nyilatkozott, hogy politikai és jogvédő aktivistaként valószínűleg „túl önfejű volt”, és ez közrejátszhatott karrierjének megtörésében.

### Magánélete
1974-ben feleségül ment Charlie Waite (*1949) fotográfus–publicistához, egykori színészhez. 1975-ben egy leányuk született, Ella Waite, akinek keresztanyja Az Onedin család forgatásán megismert Anne Stallybrass színésznő lett, Peter Gilmore („Onedin kapitány”) filmbeli felesége és valóságos élettársa, aki 1987-ben össze is házasodott Gilmore-ral. Az 1970-es években a Waite–Benton család London South Kensington negyedében élt. 
1993-ban Benton a férjével, leányával és kutyáival együtt Dorsetbe költözött, egy vidéki házba.

## Főbb filmjei
- 1967: The Dick Emery Show, szórakoztató tévésorozat; lány a tánckarban
- 1969: The Doctors, tévésorozat; ápolónővér
- 1969: The Root of All Evil, tévésorozat; bolti eladónő
- 1970: Dirty Work, tévésorozat; Millie
- 1970: She Follows Me About, tévéfilm, Millie
- 1970: Z Cars, tévésorozat; Bette
- 1970: Boldogasszony zsonglőrje (The Juggler of Notre Dame), Rozanne
- 1970: Upstairs, Downstairs, tévésorozat; Lady Cynthia
- 1974: No Strings, tévésorozat; Julie
- 1974: De 5 van de 4 daagse; Marcia Stroud
- 1977: The Duchess of Duke Street, tévésorozat; Eleanor Prentice
- 1977: The Cost of Loving, tévésorozat; Catherine Greenaway
- 1979: Thomas and Sarah, tévésorozat; Grace Laughton
- 1971–1980: Az Onedin család (The Onedin Line), tévésorozat, 91 epizódban; Elizabeth Onedin / Mrs. Frazer / Lady Elizabeth Fogarty
- 2008: The Cult of…, dokumentum-tévésorozat, „The Onedin Line” epizód; önmaga

## További információ
- Jessica Benton a PORT.hu-n (magyarul)
- Jessica Benton az Internet Movie Database-ben (angolul)
- Jessica Benton a Rotten Tomatoeson (angolul)
- Jessica Benton Filmography. (Hozzáférés: 2021. június 19.)
- Jessica Benton Net Worth. networthpost.org. (Hozzáférés: 2021. június 20.)
- Nostalgi, sköna Elizabeth Frazer var med i Onedinlinjen, minns du…? (svéd nyelven). Zenzationella Människor Et Facto (zenzafacta.org), 2020. május 22. (Hozzáférés: 2021. június 20.)